# Pristimantis yuruaniensis
Pristimantis yuruaniensis är en groddjursart som beskrevs av Dennis Rödder och Karl-Heinz Jungfer 2008. Pristimantis yuruaniensis ingår i släktet Pristimantis och familjen Strabomantidae. Inga underarter finns listade i Catalogue of Life.